# 見星寺 (姫路市)
見星寺（けんしょうじ）は、兵庫県姫路市材木町にある、臨済宗妙心寺派の寺院（尼寺）。山号は正覚山。

## 解説
姫路市の「城西地区」に所在する。姫路藩主・本多政朝（藩主在任：1631年 - 1638年）が、祖母である見星院（徳川信康の正室・徳姫。1636年没）の菩提を弔うために創建したとされる。
裏手の墓所には、鉄牛和尚（塙団右衛門）の供養塔（卵塔）や、本多忠政・政朝父子の五輪塔がある。また、境内には寛延2年（1749年）に発生した船場川の洪水（寛延二年大洪水）の23回忌法要が安永2年（1773年）に営まれた際に建立された供養塔がある。